# Ренессанс-центр
Ренессанс-центр (англ. Renaissance Center, RenCen), — самое высокое здание Детройта высотой 222 метра. Вторая по высоте гостиница в Западном полушарии, а также самый высокий отель мира в период с 1977 по 1986.
Группа зданий спроектирована Джоном Портменом. Ренессанс-центр состоит из пяти башен, причём средняя выдаётся вверх. Четыре окружающие башни — каждая по 159 м высотой. Комплекс был открыт в 1977 г, но офисные помещения были сданы только в 1981 году.
Ренессанс-центр является штаб-квартирой автомобильного концерна Дженерал Моторс. В центре располагается гостиница компании Marriott International — одна из крупнейших гостиниц в США (72 этажа, 1298 комнат). Комплекс стоит непосредственно у реки Детройт. Из здания открывается вид на самый южный канадский город Уинсор. В пентхаусе центральной башни располагается вращающийся ресторан «Coach Insignia».
На нижнем этаже находится открытый зал, соединяющий все пять башен, а также располагаются рестораны, магазины, постоянно меняющаяся выставка новейших автомобилей «Дженерал моторс». Ренессанс-центр насчитывает 515 800 м² площади, что делает его одним из крупнейших коммерческих комплексов.

## Архитектура
Архитектура Джона Портмена-младшего находится, в определённом смысле, в традициях виденья будущего детройтских автомобильных концернов, таких как выставка «Футурама» Нормана Бела Геддиса на мировой выставке General Motors в Нью-Йорке. В отличие от этого, здание - не утопия, а скорее цель для скорейшего восстановления лучших дней города Детройт и тесно связанной с ним автомобильной промышленности. Архитектура не использует каких-либо явных исторических особенностей, но с помощью высококачественных бетонных и высокотехнологичных стеклянных элементов передаёт прогрессивный дух здания, особенно в центральном зале — самом сердце комплекса. Уже во время строительства герметичный характер дизайна подвергся резкой критике. Одним из принципов архитектуры, касающихся дизайна, был, например «город в городе». Таким образом мощные бетонные конструкции были восприняты многими, как попытка возвести защитную башню богатых против бедных.

## История
После бунта 1967 года в Детройте город был деморализован. Также затормозилось экономическое развитие «города моторов». В 1970 г группа предпринимателей во главе с Генри Фордом II решила дать городу новый экономический импульс. В ноябре 1971 года группа, наконец, объявила о новом строительстве стоимостью 500 миллионов долларов. Комплекс зданий был спроектирован архитектором Джоном Портманом-младшим. Название для здания было выбрано в открытом конкурсе, в пользу которого решился агент по связям с общественностью Роджер Леннерт. Среди вкладчиков, поддержавших проект, были Дженерал Моторс, Chrysler и компания Budd.
Первые офисы были готовы в 1976 году. Генеральный директор GM Генри Л. Данкомбр предсказал вызванную проектом эйфорию, окончание экономического спада и прекращение падения численности населения в Детройте. 15 апреля 1977 года Ренессанс центр (что переводится, как центр Возрождения) был официально открыт Генри Фордом II, а затем - мэром Детройта Колеманом Яном. Президент США Джимми Картер направил приветственную телеграмму комитету по организации открытия, а также среди прочих Габбуджиани, Элио, мэру Флоренции — колыбели Возрождения городу - побратиму Детройта. Габбуджиани не смог присутствовать на церемонии, ему было отказано чиновниками в визе США как коммунисту. Для развлечения закрытой компании на вечер был приглашён артист Боб Хоуп.
В 1980 году республиканцы провели в Ренессанс-центре свой Республиканский Национальный конвент с кандидатом в президенты Рональдом Рейганом.
В 1981 году были открыты оставшиеся башни комплекса. Таким образом, были, наконец, завершены строительные работы.
Но уже в 1978 году в ходе проведённого по поручению города Детройта исследования Ренессанс-центр был раскритикован. Раскритикованы были многие элементы дизайна, в том числе, яркое отличие от общей городской архитектуры. Также критиковалось то, что набережная у подножия здания практически не включена в концепцию. В дальнейших исследованиях указывалось на высокую долю свободных площадей в предусмотренных для торговли помещениях. Третья фаза расширения (жилые башни) была в конечном итоге прекращена после того, как в начале 1980-х годов в центральном деловом районе Детройта стало на 40 % меньше жителей, чем в 1970-м. К этому пункту компания Ford выходила из проекта всё больше и больше, и план финансирования комплекса зданий раз за разом передвигался и грозил вообще провалиться.
В 1987 году, с целью дать городу новый импульс, было принято решение о новом проекте прокладки к зданию линии короткого узкоколейного метро People mover. В 1996 году компания Дженерал Моторс, наконец, приобрела весь комплекс зданий и провела крупный ремонт Ренессанс-центра за 500 миллионов долларов. При этом на входном этаже несколько ослабло впечатление защитной крепости. С тех пор здание носит логотип компании на вершине самой высокой башни, видимый издалека..

## Технические детали
| Здание                                                             | Изображение | Год       | Этажей | Высота м | Площадь м²                                                                                              | Основной арендатор                                                                          |
| ------------------------------------------------------------------ | ----------- | --------- | ------ | -------- | --- | ------------------------------------------------------------------------------------------- |
| Гостиница Detroit Marriott в Ренессанс центре. (Центральная башня) |             | 1977 2004 | 73     | 221,5    | 168 300 (оценка)                                                                                        | Гостиница Marriott с рестораном Coach Insignia                                              |
| Юго-западная башня 100                                             |             | 1977 2004 | 39     | 159      | 51 100                                                                                                  | Дженерал Моторс HP Enterprise Services Почтовая служба США                                  |
| Северо-западная башня 200                                          | 1977 2004   | 39        | 159    | 51 100   | Ally Financial Deloitte Touche Tohmatsu                                                                 |                                                                                             |
| Северо-восточная башня 300                                         |             | 1977 2004 | 39     | 159      | 51 100                                                                                                  | General Motors Ренессанс центр конференц-центр на втором уровне 1900 м² места для совещаний |
| Юго-восточная башня 400                                            | 1977 2004   | 39        | 159    | 51 100   | General Motors OnStar CBRE Генеральное консульство Японии, Детройт.                                     |                                                                                             |
| Подиумные структуры внизу Башни 100—400                            |             | 1977 2004 | 5      | 31,39    | 61 300                                                                                                  | GM Showroom Продовольственная площадка Выставочная площадь и розничная торговля             |
| Башня 500                                                          |             | 1981 2004 | 21     | 103      | 29 700                                                                                                  | Blue Cross Blue Shield of Michigan. включает 1380 м² торговых площадей.                     |
| Башня 600                                                          | 1981 2004   | 21        | 103    | 31 600   | Blue Cross Blue Shield of Michigan и Генеральное консульство Канады. включает 3 320 м2 торговой площади |                                                                                             |
| Зимний сад и рестораны                                             |             | 2001      | 5      | 31,39    | 14 000                                                                                                  | Andiamo Presto                                                                              |
| Атриум Зимний сад                                                  | 2001        | 5         | 31,39  | 3700     | Главный вход и выставочная площадь                                                                      |                                                                                             |
| Ренессанс-центр всего                                              |             | 1977 2004 | NA     | 221,5    | 515 800                                                                                                 | Владелец комплекса: «Дженерал моторс». Компания по управлению недвижимостью: CBRE.          |

## Ренессанс-центр в культуре
Сегодня Ренессанс-центр является символом попыток замедлить упадок Детройта, если не сам упадок Детройта. Хотя Ренессанс-центр обычно подаётся как образ Детройта, существуют также и критические медиа-презентации, такие например, как на обложке альбома Eminem. Также Дельта-сити, утопическое поселение концерна OCP в Робокопе Пола Верховена в окружённом насилием и преступностью старом Детройте может быть понято, как намёк на Ренессанс-центр. Интересно, что моделирование возможного упадка самого Ренессанс-центра продемонстрировано в 9 серии 1 сезона научно-популярного документального сериала History Channel «Жизнь после людей».
Ренессанс-центр эпизодически показан во множестве фильмов: «Гром в небе»(1978), «Джексон по кличке „Мотор“» (1988), «Collision Course»(1989), «Киллер» (2008), «Птичка на проводе» (1990), «Человек эпохи Возрождения» (1994), «Убийство в Гросс-Пойнте» (1997), Вне поля зрения (1998), «Видимость гнева» (2004), Жизнь после людей, Need for Speed: Жажда скорости (2014).
Ренессанс-центр был использован в качестве основного места для съёмок фильма «Живая сталь» в главной роли Хью Джекман (2011).
Заключительные серии Motor City Masters были сняты на выставке GM World на нижнем этаже Ренессанс-центра (2014).